# Определено, може би
„Определно, може би“ (на английски: Definitely, Maybe) е романтична комедия от 2007 г., написана и режисирана от Адам Брукс и във филма участват Райън Рейнолдс, Айла Фишър, Дерек Люк, Абигейл Бреслин, Елизабет Банкс, Рейчъл Вайс и Кевин Клайн.

## Актьорски състав
| Актьор          | Роля                 |
| --------------- | -------------------- |
| Райън Рейнолдс  | Уилям Матю Хейс      |
| Айла Фишър      | Ейприл Хофман        |
| Дерек Люк       | Ръсел Т. Маккормак   |
| Абигейл Бреслин | Мая Хейс             |
| Елизабет Банкс  | Емили Джоунс/Сара    |
| Рейчъл Вайс     | Съмър Хартли/Саманта |
| Кевин Клайн     | Професор Хамптън Рот |
| Адам Ферара     | Гарет                |
| Ан Парис        | Ан                   |
| Лиан Балабан    | Кели                 |
| Нестор Серано   | Артър Робердо        |
| Марк Бонан      | Кевин                |
| Алекси Гилмор   | Оливия               |
| Кевин Кориган   | Саймън               |

## В България
В България филмът е пуснат по кината на 11 април 2008 г., а по-късно е издаден на 4 септември от Прооптики. На 24 март 2012 г. е излъчен за първи път по Нова телевизия. На 30 август 2017 г. е излъчен по каналите на bTV Media Group. На 3 септември 2021 г. се излъчва по FOX Life.